# Torri costiere della provincia di Grosseto

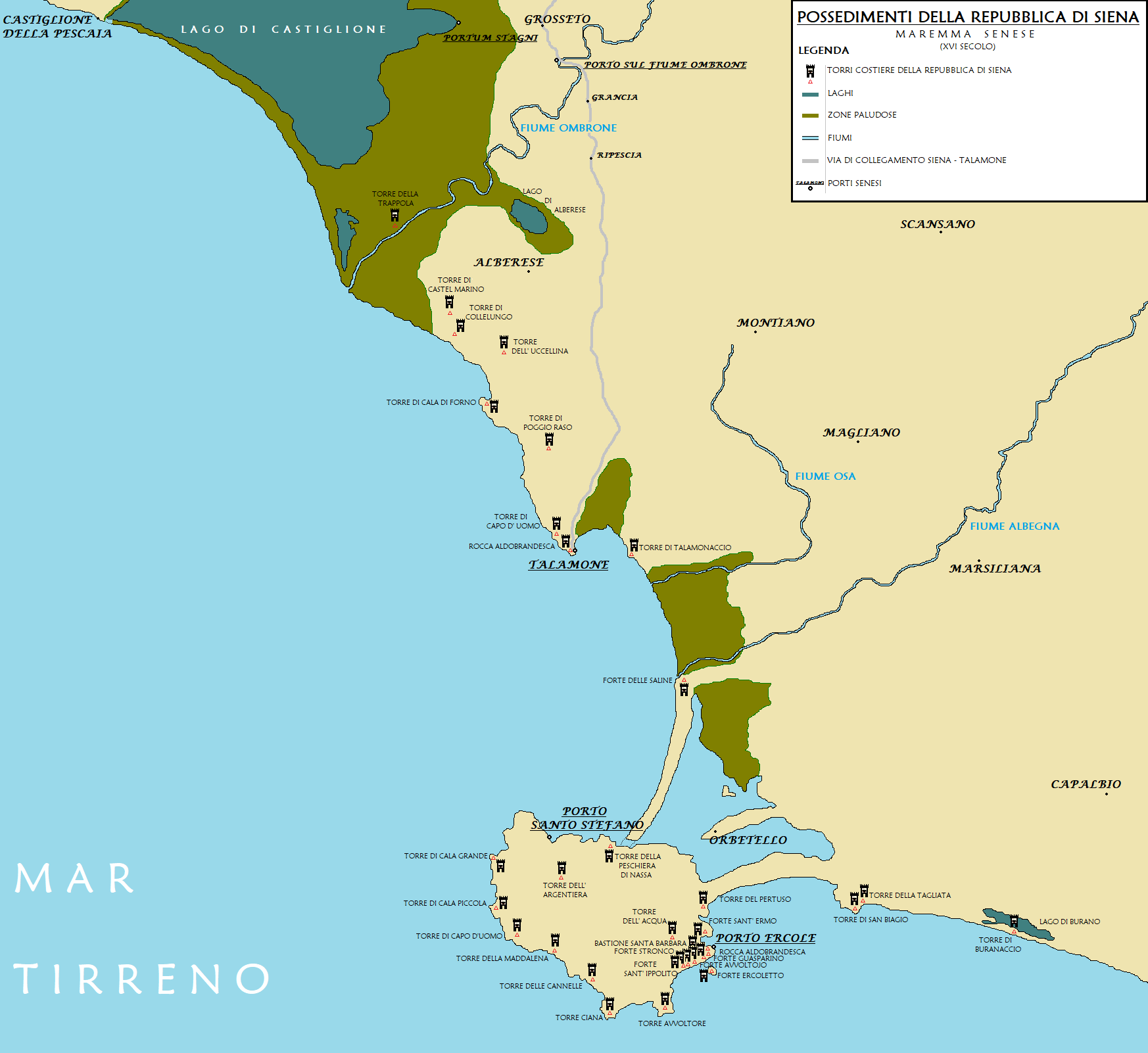
Torri costiere della Maremma Grossetana nel XVI secolo durante il dominio della Repubblica di Siena

Le torri costiere della provincia di Grosseto furono costruite, a partire dal IX-X secolo, per poter difendere l'intero litorale dell'attuale provincia di Grosseto.

## Storia
Le prime fortificazioni furono costruite dai Pisani, dai Senesi e dalla famiglia Aldobrandeschi (a capo dei territori della Contea di Sovana e della Contea di Santa Fiora), in posizioni strategiche per svolgere funzioni divensive ed offensive, o semplici attività di avvistamento, al fine di prevenire possibili incursioni piratesche.
Dal Cinquecento in poi, furono realizzate nuove torri e fortificazioni, con l'intento di migliorare ulteriormente il preesistente sistema difensivo. Proprio in quest'epoca, l'attuale territorio costiero della provincia di Grosseto si ritrovò suddiviso in tre distinti stati: l'estremità settentrionale apparteneva al Principato di Piombino, l'area meridionale che comprendeva gli attuali comuni di Orbetello e Monte Argentario allo Stato dei Presidii, mentre tutto il rimanente territorio era amministrato dal Granducato di Toscana.
Tra la seconda metà del Cinquecento e il secolo successivo, fu notevolmente implementato dagli Spagnoli il sistema difensivo costiero dello Stato dei Presidii, con la riqualificazione delle preesistenti strutture e la costruzione di numerose nuove fortificazioni.

## Elenco di fortificazioni e torri costiere
Di seguito, è riportato l'elenco delle fortificazioni e delle torri costiere della Provincia di Grosseto suddivise per singolo Comune.
- Capalbio:
  - Forte di Macchiatonda
  - Torre di Buranaccio presso il Lago di Burano
  - Torre di Selva Nera

- Castiglione della Pescaia:
  - Castello di Castiglione della Pescaia
  - Forte delle Rocchette
  - Torre di Cala Galera (nei pressi del Forte delle Rocchette)
  - Castello di Punta Ala
  - Torre Hidalgo a Punta Ala
  - Torre degli Appiani sull'Isolotto dello Sparviero

- Grosseto:
  - Forte delle Marze
  - Forte di San Rocco a Marina di Grosseto
  - Torre della Trappola
  - Torre di Castel Marino
  - Torre di Collelungo
  - Torre dell'Uccellina

- Isola del Giglio:
  - Torre del Saraceno a Giglio Porto
  - Torre del Campese a Giglio Campese
  - Torre del Lazzaretto

- Magliano in Toscana:
  - Torre di Cala di Forno

- Monte Argentario:
  - Fortezza Spagnola di Porto Santo Stefano
  - Torre della Peschiera di Nassa
  - Torre di Santa Liberata
  - Torre del Calvello
  - Forte del Pozzarello
  - Torre dell'Argentiera
  - Torre di Lividonia
  - Torre della Cacciarella
  - Torre di Poggio Natalino
  - Torre di Cala Grande
  - Semaforo dei Ronconali
  - Torre di Cala Moresca
  - Torre di Cala Piccola
  - Torre di Capo d'Uomo
  - Torre della Maddalena
  - Torre delle Cannelle
  - Torre Ciana
  - Torre Avvoltore
  - Torre dell'Acqua nei pressi di Porto Ercole
  - Forte Stella nei pressi di Porto Ercole
  - Rocca aldobrandesca di Porto Ercole
  - Bastione di Santa Barbara di Porto Ercole
  - Forte Santa Caterina di Porto Ercole
  - Forte Filippo di Porto Ercole
  - Torre del Mulinaccio di Porto Ercole

- Orbetello:
  - Rocca aldobrandesca di Talamone
  - Torre di Poggio Raso presso Talamone
  - Torre delle Cannelle presso Talamone
  - Torre di Capo d'Uomo presso Talamone
  - Torre di Talamonaccio
  - Forte delle Saline ad Albinia
  - Torre della Giannella sul Tombolo della Giannella
  - Torre di San Pancrazio ad Ansedonia
  - Torre di San Biagio ad Ansedonia
  - Torre della Tagliata

- Scarlino:
  - Torre Civette

## Fortificazioni e torri costiere scomparse
- Torre Antica a Porto Santo Stefano
- Forte del Lazzeretto a Porto Santo Stefano
- Forte Tre Natali nei pressi di Porto Santo Stefano
- Forte di Pian di Cocci a Monte Argentario
- Torre di Punta Telegrafo a Monte Argentario
- Torre del Pertuso a Monte Argentario
- Torre del Pagatore a Monte Argentario
- Forte di Terrarossa a Monte Argentario
- Forte Avvoltojo a Porto Ercole
- Forte Sant'Ermo a Porto Ercole
- Forte Stronco a Porto Ercole
- Forte Galera a Porto Ercole
- Forte Ercoletto a Porto Ercole
- Forte Guasparino a Porto Ercole
- Forte Sant'Ippolito a Porto Ercole
- Castellare del Giglio sull'Isola del Giglio